# Magnesiocromita
La magnesiocromita és un mineral de la classe dels òxids, que pertany al grup de l'espinel·la. Va rebre el seu nom per Antoine François Alfred Lacroix l'any 1910 en al·lusió a la seva composició química, la qual conté magnesi, i la seva relació amb la cromita. El seu nom original l'any 1868 va ser (en anglès) magnochromite, posat per G. M. von Bock.

## Característiques
La magnesiocromita és un òxid de fórmula química Mg(Cr,Al,Fe)₂O₄. És un mineral isostructural amb la cromita i la magnetita. Forma una sèrie de solució sòlida amb la cromita, i una altra amb l'espinel·la. Cristal·litza en el sistema isomètric. En rares ocasions es troba com a cristalls octàedrics, de fins a 1,5 mil·límetres; normalment es troba de manera massiva. La seva duresa a l'escala de Mohs és 5,5.
Segons la classificació de Nickel-Strunz, la magnesiocromita pertany a «04.BB: Òxids amb proporció Metall:Oxigen = 3:4 i similars, amb només cations de mida mitja» juntament amb els següents minerals: cromita, cocromita, coulsonita, cuprospinel·la, filipstadita, franklinita, gahnita, galaxita, hercynita, jacobsita, manganocromita, magnesiocoulsonita, magnesioferrita, magnetita, nicromita, qandilita, espinel·la, trevorita, ulvöspinel·la, vuorelainenita, zincocromita, hausmannita, hetaerolita, hidrohetaerolita, iwakiïta, maghemita, titanomaghemita, tegengrenita i xieïta.

## Formació i jaciments
Es tracta d'un mineral accessori que es pot trobar en roques ultramàfiques, com dunites, serpentinites, kimberlites, lamproïtes i komatiïtes. Més rarament com a xenocristals en lampròfids i basalts enmig de l'oceà. Pot ser detrítica. Sol trobar-se associada a altres minerals com: olivina, augita, magnetita, plagioclasa i pigeonita. Va ser descoberta l'any 1868 al districte de Schwarzenberg, a Erzgebirge (Saxònia, Alemanya).